# Дудка Йосип Михайлович
Йо́сип Миха́йлович Ду́дка (15 листопада 1915, хутір Широкий Яр Роменського повіту Полтавської губернії, нині село Вощилиха Роменського району Сумської області — 22 листопада 1990, село Вощилиха) — український поет, журналіст і педагог, автор публікацій у німецькому робітничому журналі «Дозвілля» (1943). Разом із Павлом Ключиною, один із лідерів роменського гуртка інтелектуального опору комуністичному режиму в післявоєнний час. Двічі кримінально переслідувався — до і після Другої світової війни — за звинуваченням в «українському буржуазному націоналізмі».

## Життєпис
Йосип Михайлович Дудка народився в сім'ї землевласників, підданих Російської імперії. Був найменшим у багатодітній козацькій родині Михайла та Килини Дудків. По закінченні Вовківської семирічки навчався на Недригайлівському вечірньому робітничому факультеті. Одночасно працював на сушарні Недригайлівського овочезаводу. Закінчив школу колгоспної молоді при Роменському сільськогосподарському технікумі. Відвідував у технікумі літературний гурток Івана Павловича Галюна, тут познайомився з майбутнім поетом Олексою Ющенком.

### Комуністичні репресії
1934 року став студентом українського відділення філологічного факультету Ніжинського педагогічного інституту (нині Ніжинський державний університет імені Миколи Гоголя). Гроші на прожиття заробляв, розвантажуючи вночі вагони. Тоді зіпсував собі зір бертолетовою сіллю. 1937 Дудка майже два місяці перебував під арештом НКВД СССР — через «націоналістичні висловлювання» та вірші, а також перехоплений лист братові Микиті, в якому згадувалися імена Миколи Хвильового та Миколи Скрипника, що 1933 року покінчили життя самогубством.
Дудку виключили з комсомолу. Крім того, він перейшов на російське відділення філогогічного факультету. Так порадив декан М.Повід, який відстояв студента від виключення з інституту.
Дипломом від 5 липня 1938 року Йосипові Михайловичу Дудці надано кваліфікацію вчителя російської мови та літератури в старших класах середньої школи. До 30 серпня 1940 року він у Ніжині викладав російську літературу в бібліотечному технікумі, в якому працював на вечірньому відділенні ще студентом. Далі працював учителем російської мови середньої школи в селі Бобрик Роменського району.
Під час Другої світової війни, Йосип Дудка виїхав до Німеччини. Три роки працював у шахті «Брухштрассе» в Бохумі. У Німеччині 1943—1944 опублікував низку власних творів у журналі «Дозвілля», який видавався для українських працівників Німеччини.
1945 року Дудку змусили переїхати знову до меж СССР. Працював учителем у селах Вовківці та Вощилиха Роменського району. В 1950-х роках вірші Дудки публікувалися в альманасі «Слово молодих» (1955) та в інших виданнях.
1972 року, коли в Києві почалися арешти, Йосипа Дудку теж звинуватили в «буржуазному націоналізмі». На літературному об'єднанні в Сумах йому запропонували виступити з осудом збірки «Червоне соло» Миколи Данька. Коли Дудка відмовився, його звинуватили в пропаганді українського слова й пісні, у зв'язках із закордоном і буржуазними націоналістами. Після обшуку в помешканні Дудки забрали рукописи віршів, давні історичні книги. Проти Дудки було порушено кримінальну справу, його викликали в Сумське КДБ для письмових свідчень. Слідчий Василь Іванович Ніколаєнко зачитав статтю про антирадянську діяльність, за якою «обіцяв» Дудці 5 років. Проте педагогічний колектив Вовківської школи взяв свого вчителя на «перевиховання». Проте ще довго Йосипа Михайловича паплюжили на різних районних нарадах за націоналізм. Ім'я поета занесли до «чорного списку» та перестали публікувати його твори.
Наприкінці 1980-х років в газетах стали з'являтися статті Дудки на теми моралі, екології, захисту рідної мови та культурної спадщини, а також вірші. Йосип Дудка мав творчі зв'язки з поетами і письменниками Олексою Ющенком, Павлом Ключиною, Романом Іваничуком, Олександром Підсухою, Данилом Кулиняком та ін., які його духовно підтримували в тяжкі часи.
За рік до смерті Дудка подав до видавництва «Український письменник» рукопис збірки поезій «Собори душ». Книжка, яку упорядукав Олександр Шугай, побачила світ тільки 1993 року — через три роки після смерті поета.